# Live at the Cellar Door
Live at the Cellar Door je koncertní album kanadského hudebníka Neila Younga, vydané v prosinci 2013 u vydavatelství Reprise Records. Nahráno bylo během šesti koncertů v rozmezí 30. listopadu až 2. prosince 1970 v klubu The Cellar Door ve Washingtonu, D.C. Celé album nahrál sám Young, ve většině písní se doprovází na akustickou kytaru, někde klavírem. Šlo o jeho první veřejná vystoupení po několika měsících; poprvé při nich uvedl například pisně „Old Man“ a „See the Sky About to Rain“. Hrál zde převážně písně ze svých sólových alb, ale také dvě z repertoáru skupiny Buffalo Springfield, ve které dříve působil. Jde o součást Youngovo archivní série Archive Performance Series. Album vyšlo ve třech různých formátech: na CD, dvou LP deskách nebo i v digitální verzi.

## Seznam skladeb
Autorem všech skladeb je Neil Young.
| Pořadí | Název                          | Délka |
| ------ | ------------------------------ | ----- |
| 1.     | Tell Me Why                    | 2:52  |
| 2.     | Only Love Can Break Your Heart | 3:13  |
| 3.     | After the Gold Rush            | 3:48  |
| 4.     | Expecting to Fly               | 3:21  |
| 5.     | Bad Fog of Loneliness          | 2:00  |
| 6.     | Old Man                        | 3:41  |
| 7.     | Birds                          | 2:19  |
| 8.     | Don't Let It Bring You Down    | 2:38  |
| 9.     | See the Sky About to Rain      | 3:21  |
| 10.    | Cinnamon Girl                  | 3:29  |
| 11.    | I Am a Child                   | 2:43  |
| 12.    | Down by the River              | 4:24  |
| 13.    | Flying on the Ground Is Wrong  | 7:11  |

## Obsazení
- Neil Young – zpěv, akustická kytara, klavír